# 8025 Forrestpeterson
8025 Forrestpeterson este un asteroid din centura principală de asteroizi.

## Descriere
8025 Forrestpeterson este un asteroid din centura principală de asteroizi. A fost descoperit pe 22 martie 1991 la Observatorul La Silla de Henri Debehogne. Asteroidul prezintă o orbită caracterizată de o semiaxă mare de 2,74 ua, o excentricitate de 0,11 și o înclinație de 4,4° în raport cu ecliptica.